# 10,000,000
10,000,000(천만)은 9,999,999보다 크고 10,000,001보다 작은 자연수다.

## 수학적 특징
- 합성수로, 그 약수는 총 64개다.[a]
  - 1000만의 진약수의 합은 14902280(1490만 2280)이므로, 1000만은 과잉수다.

## 기타
- 천만 관객 돌파 영화: 한국 영화의 흥행 척도.

## 107이상 108미만의 주요 자연수

### 10,000,001 ~ 19,999,999
- 10,009,125: 가장 작은 8자리 오포체수.
- 10,039,709: 가장 작은 8자리 케이크 수.
- 10,077,696 = 69
- 10,321,920: 16 이하의 모든 짝수 자연수의 곱.
- 12,252,240: 17 이하의 모든 자연수의 최소공배수.
- 12,345,679: 9를 곱하면 111111111(9개의 1)이 나오는 수.[1]
- 12,752,043: 34번째 뤼카 수, 가장 작은 8자리 뤼카 수.
- 14,348,907 = 315
- 14,459,929: 각 자릿수의 7제곱의 합.
- 14,564,533: 29번째 테트라나치 수.
- 14,930,352: 36번째 피보나치 수.
- 15,902,591: 30번째 트리보나치 수.
- 16,777,216 = 224

### 20,000,000 ~ 29,999,999
- 20,633,239: 35번째 뤼카 수.
- 22,309,287: 제곱 인수가 없고 10과 서로소인 가장 작은 과잉수. (OEIS의 수열 A112644)
- 24,157,817: 37번째 피보나치 수.
- 24,678,050: 각 자릿수의 8제곱의 합.
- 24,678,051: 각 자릿수의 8제곱의 합.
- 25,935,017 = (1!)2 + (2!)2 + (3!)2 + (4!)2 + (5!)2 + (6!)2 + (7!)2
- 27,644,437: 13번째 벨 수.
- 28,074,040: 30번째 테트라나치 수.
- 28,683,369: 70과 서로소인 가장 작은 과잉수. (OEIS의 수열 A112640)
- 29,249,245: 31번째 트리보나치 수.

### 30,000,000 ~ 39,999,999
- 33,385,282: 36번째 뤼카 수.
- 31,415,927 {\displaystyle \approx 10^{7}\pi }
- 33,550,336: 5번째 완전수.
- 33,554,432 = 225
- 35,357,670: 16번째 카탈랑 수.
- 39,088,169: 38번째 피보나치 수.
- 39,916,800 = 11!

### 40,000,000 ~ 49,999,999
- 42,331,083 {\displaystyle \approx 10^{8}(\pi -e)} (OEIS의 수열 A073244)
- 43,046,721 = 316
- 48,828,125 = 511
- 49,495,500: 자리수가 4자리인 수들의 합.

### 50,000,000 ~ 59,999,999
- 53,798,080: 32번째 트리보나치 수.
- 54,018,521: 37번째 뤼카 수.
- 54,114,452: 31번째 테트라나치 수.
- 58,598,745 {\displaystyle \approx 10^{7}(e+\pi )} (OEIS의 수열 A059742)

### 60,000,000 ~ 69,999,999
- 60,466,176 = 610
- 60,481,729: 8자리 카프리카 수.
- 63,245,986: 39번째 피보나치 수.
- 67,108,864 = 226

### 80,000,000 ~ 89,999,999
- 87,403,803: 38번째 뤼카 수, 가장 큰 8자리 뤼카 수.
- 88,593,477: 각 자릿수의 8제곱의 합.

### 90,000,000 ~ 99,999,999
- 98,491,965: 가장 큰 8자리 오포체수.
- 98,950,096: 33번째 트리보나치 수.
- 99,846,888: 가장 큰 8자리 케이크 수.

## 참고 문헌
1. ↑  이강굉 (2002년 6월 10일). 《넘 재밌는 숫자의 비밀풀기》. 예문당.